# Burretiodendron esquirolii
Burretiodendron esquirolii é uma espécie de angiospérmica da família Tiliaceae.
Pode ser encontrada nos seguintes países:  China, Myanmar e Tailândia.
Está ameaçada por perda de habitat.